# В шаге от ужаса
«В шаге от ужаса» (англ. Step Down to Terror), также известный как «Молчащий незнакомец» (англ. The Silent Stranger) — фильм нуар режиссёра Гарри Келлера, который вышел на экраны в 1958 году.
Это ремейк фильма Альфреда Хичкока «Тень сомнения» (1943). Фильм рассказывает о психопатическом убийце Джонни Уолтерсе (Чарльз Дрейк), который возвращается в родной город к матери (Джозефин Хатчинсон) и вдове брата Хелен (Коллин Миллер), ничего не знающим о его криминальном прошлом. Джонни рассчитывает на время затаиться у родственников, однако вскоре их дом навещает детектив Мак Рэндалл (Род Тейлор), после чего Хелен начинает подозревать, а затем и догадывается, кем её любимый деверь является на самом деле. Когда Джонни не удаётся отговорить Хелен от того, чтобы сдать его полиции, он решает её убить. Однако при попытке похитить Хелен на автомобиле он вылетает с дороги и гибнет в автоаварии.
Современные критики невысоко оценили фильм, один из них назвал его «скучным и неинтересным».

## Сюжет
В Новом Орлеане, заметив, что за ним следят два детектива, Джонни Уолтерс (Чарльз Дрейк), ускользает от них, отправляясь в небольшой городок в Северной Калифорнии, где живёт его мать Сара (Джозефин Хатчинсон), которую он не видел более шести лет. Вместе с ней Джонни радостно встречают овдовевшая жена его брата, учительница Хелен Уолтерс (Коллин Миллер) и её семилетний бойкий сын Даг (Рикки Келман), который нуждается в мужской опеке.
После обеда Джонни помогает Хелен мыть посуду, развлекая её рассказами о своих поездках по всему свету, однако уходит от ответа на вопрос, чем он занимался всё это время. Он говорит, что пытался добиться того, чего хотел, и то, чего не мог получить дома. Отец придерживался правила, что надо довольствоваться тем, что имеешь, а у них, по словам Джонни, не было ничего. И теперь Джонни, наконец, достаточно обеспечен, чтобы позаботиться и о семье. Вспомнив, что подарил всем подарки, но забыл о Хелен, Джонни дарит ей кольцо с изумрудом, на котором она находит гравировку «RD — JD». Джонни объясняет ей, что выиграл кольцо в покер, и пытается забрать его обратно. Однако Хелен не отдаёт кольцо, заявляя, что отдавать подарки даже на время — это плохая примета, и кроме того, любит его подарок таким, какой он есть. Вечером Джонни вместе с Дагом развлекают Сару и Хелен демонстрацией фокусов. После представления Сара прибирается в комнате, давая Джонни почитать свежую газету, где тот замечает статью, которая вызывает у него беспокойство. Он вырывает статью из газеты и прячет в её карман. Когда это видит Даг, Джонни делает вид, что просто разучивает новый фокус, который видел по телевидению. Разорвав газету на полосы, он объясняет Хелен, что этот фокус у него пока не получается.
Затем Джонни спрашивает у Сары о Лили Кирби (Джослин Брандо), её богатой соседке и подруге, которая является вдовой крупного местного риэлтора. Саре приятно, что Джонни рассуждает о возможности остаться в городе и заняться бизнесом. Позже, когда Хелен приносит Джонни поесть в его комнату, она замечает в кармане его пиджака вырванную газетную статью. Взяв вырезку, она шутливо дразнит ею Джонни. Её поражает резко изменившийся суровый тон и жестокость Джонни, когда он грубо хватает её за руку и отбирает вырезку. Успокоившись, он объясняет, что в статье содержались грязные сплетни о его друге, и он не хотел бы, чтобы кто-то их близких это читал. После её ухода Джонни сжигает вырезку в пепельнице.
На следующее утро Джонни видит в окно, как Даг развлекается с только что купленным ему велосипедом, приходя от этого зрелища в беспокойное раздражение. Он напоминает Саре, как в детстве попал на велосипеде в аварию, в результате чего до сих пор страдает от частых головных болей. За завтраком Джонни с тревогой и обеспокоенностью воспринимает новость о том, что сегодня к ним домой прибудут газетные репортёры из Сан-Франциско, чтобы сделать статью с фотографиями об Уолтерсах как о «типичной американской семье». Услышав звонок в дверь, Джонни, ссылаясь на головную боль, по задней лестнице поднимается на второй этаж в свою комнату.
Журналисты Майк Рэндалл (Род Тейлор) и Рой (Алан Декстер) берут интервью у Хелен и Сары, расспрашивая о членах семьи, в том числе о Джонни. Во время интервью Майк просит разрешения сфотографировать комнаты наверху, однако Хелен отказывает, ссылаясь на то, что там спит Джонни, которому не здоровится. Готовя гостям кофе, она замечает, как Джонни со второго этажа подслушивает их разговор. Сразу после ухода журналистов Джонни спускается вниз, говоря, что выспался как ребёнок и чувствует себя отлично. Он собирается поехать на бейсбольный матч с участием Дага. Хелена и Сара видят, как, выезжая из двора, Джонни давит велосипед Дага. Хотя Джонни утверждает, что это вышло случайно, Хелен понимает, что он сделал это намеренно. Когда Джонни уезжает, Хелен замечает спрятавшегося в кустах Роя, который очевидно пытался сфотографировать Джонни, а затем вместе с Майком уехал на машине. Странности в поведении Джонни заставляют Хелен задуматься над тем, что он за человек на самом деле. Она приезжает к Майку в гостиницу, подозревая, что тот появился в их доме неспроста. После настойчивых требований Хелен Майк доверительно сообщает ей, что они с Роем являются полицейским детективами, направленными, чтобы проследить за Джонни Уолтерсом, который, возможно, убил человека. Фотография Джонни, которую они сделали сегодня, подтверждает, что он является одним из подозреваемых, хотя в том убийстве подозревается и другой мужчина, которого сейчас разыскивают на востоке страны.
Возвращаясь вечером домой, Хелен видит через окно, как в гостиной Джонни развлекает рассказами Сару и Лили, которая зашла в гости. Незаметно для них, по задней лестнице Хелен пробирается в комнату Джонни, где осматривает его вещи, обнаруживая обгоревшие кусочки газетной вырезки. Она быстро направляется в библиотеку, чтобы найти эту газету, и там выясняет, что речь в статье идёт о продолжающемся розыске серийного преступника по прозвищу «странствующий убийца», который убивает и грабит богатых вдов. По информации газеты, недавно в Новом Орлеане он убил и ограбил женщину по имени Дженис Доусон. Полиция однако не располагает приметами подозреваемого. Хелен догадывается, что инициалы убитой женщины неслучайно совпадают с инициалами на подаренном ей кольце. Около дома Хелен встречает Джонни, который сообщает, что взамен сломанного велосипеда он купил для бейсбольной команды Джонни домик с раздевалкой за тысячу долларов. Он также говорит, что Лили завтра пригласила всю их семью на мероприятие в загородный клуб для городской элиты. В ответ обеспокоенная Хелен просит Джонни уехать и никогда не возвращаться. Поняв, что она что-то узнала о его прошлом, Джонни заявляет, что она всю жизнь провела в тепличных условиях, и не знает, какие джунгли существуют кругом. Она не представляет, насколько гнилыми являются люди, которые правят этим миром. По словам Джонни, это эгоистичные, жалкие животные и глупые женщины, живущие на деньги, которые не заработали, утопающие в бриллиантах, за которые продали свои души и за которые умерли их мужья. Они даже не животные, они паразиты, которые не стоят того воздуха, которым дышат. Когда Хелен спрашивает, уж не Дженис ли Доусон он имеет в виду, Джонни напрягается и делает вид, что не понимает, о ком идёт речь. Когда Джонни пытается примирительно обнять Хелен, она отстраняется и обещает, что если завтра утром он ещё будет дома, она знает, кому рассказать об этом кольце. Намереваясь отговорить Хелен, Джонни бежит за ней по задней лестнице. Заметив, как под ногами скрипят деревянные ступени, среди ночи Джонни незаметно направляется к лестнице.
За завтраком выясняется, что Хелен не поедет с Лили и у неё другие планы. Джонни немедленно направляется к ней, и в этот момент раздаётся телефонный звонок от Майка, который сообщает Хелен, что второй подозреваемый по делу Дженис Доусон был убит при попытке сопротивления аресту, после чего дело было закрыто. Джонни, который подслушал разговор по параллельному телефону, подходит к Хелен. Теперь, когда, по его словам, он невиновен, Джонни предлагает примириться и забыть обо всём этом деле. Она однако отвечает, что будет спокойна только тогда, когда расскажет Майку о кольце. Когда Хелен предлагает пойти и всё выяснить, Джонни не пускает её к выходу и просит ему поверить. Тогда она спускается по задней лестнице, где одна из ступенек оказывается подпиленной. В результате Хелен падает вниз и едва не разбивается. На шум выбегают Даг и Сара, у которой от волнения прихватывает сердце. С помощью сильнодействующих сердечных капель Сара вскоре приходит в себя.
Оставшись с Джонни наедине, Хелен обвиняет его в том, что он пытался её убить, и звонит Майку. Джонни умоляет её не делать этого, говоря, что это убьёт мать. Беспокоясь за Сару, Хелен соглашается на компромисс. Она даёт Джонни возможность съездить в клуб, после чего вернуться, собрать свои вещи и к 11.30 под благовидным предлогом уехать из дома. Хелен предупреждает, что в 12.00 встретится с Майком и всё ему расскажет. Заметив на столе сердечные капли Сары, Джонни прячет их в карман. Затем он направляется завтракать, а Хелен поднимается в свою комнату. За завтраком Джонни говорит матери, что вчера заметил, как тяжело Хелен переживает смерть мужа. Он подогревает ей молоко, незаметно подливая туда изрядную долю сердечных капель. Затем он просит мать отнести завтрак Хелен в комнату, где Сара уговаривает невестку выпить стакан тёплого молока. Оставив Хелен дома одну, Лили, Сара, Даг и Джонни отправляются на мероприятие в загородный клуб. В последний момент, сославшись на то, что забыл взять фотографии и сувениры для мероприятия, Джонни возвращается в дом. Хелен, которая на глазах слабеет, пытается позвонить Майку, однако увидев Джонни, выпускает из рук трубку, и вскоре теряет сознание. Джонни решает имитировать самоубийство Хелен. Он кладёт её на кровать, ставит на прикроватный столик бутылочку с лекарством и стакан молока с отпечатками Хелен, после чего уезжает в загородный клуб.
Тем временем Майк перед отъездом из города пытается дозвониться до Хелен, однако её телефон всё время занят. Своему коллеге Рою он говорит, что хочет жениться на Хелен, которую, как считает, узнал достаточно хорошо. Не выдержав, Майк приезжает к ней домой, находя Хелен как раз вовремя, чтобы спасти её. После ухода врача Хелен рассказывает Майку о том, что сделал Джонни, и детектив решает немедленно задержать его. Хелен однако просит его не делать этого на глазах у больной матери, и предлагает собственный план. В этот момент Джонни, который своими рассказами очаровал членов клуба, приглашает их домой. Там он обхаживает Лили, давая ей понять, что намерен остаться в городе и заняться недвижимостью. В тот момент, когда Джонни собирается публично заявить, о том, что остаётся в городе, в гостиной появляется Хелен. Джонни резко меняет тон, и неожиданно для всех заявляет, что должен немедленно уехать. Хелен предлагает ему подняться наверх, чтобы помочь собрать вещи. На втором этаже его встречает Майк с револьвером в руке, показывая найденные в его комнате деньги. Когда Джонни указывает, где спрятал драгоценности, Майк тянется за ними, и в этот момент Джонни бьёт его по голове. Затем он забирает оружие, чемодан с деньгами и драгоценностями, затаскивает Хелен в свою машину и уезжает. Понимая, что Джонни вывезет её из города и убьёт, Хелен на ходу пытается выключить зажигание и вынуть ключ. Джонни хватает её за руку и переключает на борьбу своё внимание. В этот момент на дорогу выскакивает юный велосипедист. Чтобы не сбить мальчика, Джонни резко выворачивает руль, в результате чего машина на полном ходу вылетает с дороги и переворачивается. Джонни погибает, а Хелен лишь ломает руку. На поминальной службе Джонни вспоминают как образцового гражданина, и лишь Хелен и Майк знают настоящую правду о нём.

## В ролях
- Коллин Миллер — Хелен Уолтерс
- Чарльз Дрейк — Джонни «Уильямс» Уолтерс
- Род Тейлор — Майк Рэндалл
- Джозефин Хатчинсон — миссис Сара Уолтерс
- Джослин Брандо — Лили Кирби
- Алан Декстер — Рой, фотограф
- Рикки Келман — Даг Уолтерс

## Создатели фильма и исполнители главных ролей
Гарри Келлер начал голливудскую карьеру в 1939 году как киномонтажёр, а с 1949 года стал работать как режиссёр, поставив вплоть до 1968 года 28 фильмов, среди которых криминальная мелодрама «Белокурая бандитка» (1949), фильмы нуар «Неосторожность» (1956) и «Человек боится» (1957), триллер «Голос в зеркале» (1958), а также вестерны с Оди Мерфи «Семь путей из Сандауна» (1960) и «Шесть чёрных скакунов» (1962).
Коллин Миллер сыграла в 12 фильмах, среди которых фильм нуар «История в Лас-Вегасе» (1952), а также вестерны «Четыре стрелка на границу» (1954), «Годы в седле» (1956), «Человек в тени» (1957) и «Перестрелка у ручья Команчи» (1963), который стал её последним фильмом. В 1968—1970 годах она сыграла в эпизодах трёх телесериалов, после чего фактически завершила актёрскую карьеру.
Чарльз Дрейк сыграл эпизодические роли и небольшие роли в нескольких фильмах категории А, среди которых «Мальтийский сокол» (1941), «Вперёд, путешественник» (1942), а также значимые роли в таких фильмах, как «Конфликт» (1945), «Ночь в Касабланке» (1946), «Харви» (1950), «В ад и назад» (1955) и «Нет имени на пуле» (1959).
Род Тейлор известен по таким фильмам, как «Гигант» (1956), «За отдельными столиками» (1958), «Машина времени» (1960), «Птицы» (1963) и «36 часов» (1964). Начиная с 1955 года, он также много играл на телевидении, в частности, у него были постоянные роли в нескольких сериалах, самым успешным из которых был «Гонконг» (1960—1961, 27 эпизодов) . В дальнейшем последовали главные и значимые роли в таких сериалах, как «Смельчаки!» (1971, 14 эпизодов), «Орегонский путь» (1976—1978, 14 эпизодов), «Маскарад» (1983—1984, 13 эпизодов), «Вне закона» (1986—1987, 12 эпизодов) и «Фэлкон Крест» (19888-1990, 30 эпизодов).

## История создания фильма
Фильм также известен под рабочим названием «Молчащий незнакомец» (англ. The Silent Stranger).
Фильм является ремейком фильма студии Universal Pictures «Тень сомнения» (1943), который поставил Альфред Хичкок, а главных ролях сыграли Тереза Райт и Джозеф Коттен, хотя, как отмечает историк кино Хэл Эриксон, отдел рекламы Universal и не подчёркивал этот факт.
Гордон Макдонелл, который указан в титрах этого фильма как автор оригинальной истории, на самом деле написал историю, по которой поставлен фильм «Тень сомнения» (1943).
Хотя два фильма довольно схожи, в «Тени сомнения» двое главных персонажей являются кровными родственниками (дядя и племянница), и тот фильм заканчивается гибелью персонажа Коттена в поезде, а не в автомобиле.
Фильм находился в производстве с 19 мая по начало июня 1958 года, дополнительные сцены снимались в конце июня 1958 года. Фильм вышел в прокат в ноябре 1958 года.
Хотя в заключительных титрах имя персонажа Чарльза Дрейка указано как «Джонни Уильямс», на протяжении всего фильма его называют Джонни Уолтерс.
В 1991 году под названием «Тень сомнения» вышел телевизионный ремейк изначального фильма 1943 года.

## Оценка фильма критикой
Фильм получил невысокие оценки современной критики. Так, историк кино Спенсер Селби назвал картину «низкобюджетным ремейком „Тени сомнения“», где «сын возвращается домой к своей семье по жуткой причине», а Майкл Кини написал, что «есть некоторые фильмы, которые просто не нуждаются в ремейке, и „Тень сомнения“ Хичкока — один из них. Почему Universal сочла необходимым попытаться сделать это, остается загадкой. Скучно и неинтересно».